# Vladimir Jurowski
  Vladimir Jurowski    (Moscou, 4 d'abril de 1972) és un director d'orquestra britànic d'origen rus. És fill del director d'orquestra Michail Jurowski i net del compositor soviètic Vladimir Iurovski.

## Adolescència
Jurowski va començar els estudis musicals al Conservatori de Moscou. El 1990 es va traslladar amb la seva família, inclòs el seu germà Dmitri (director d'orquestra) i la seva germana Maria (pianista) a Alemanya, on va completar la seva formació a les escoles de música de la Hochschule für Musik Carl Maria von Weber de Dresden i la Hochschule für Musik Hanns Eisler. Va estudiar direcció amb Rolf Reuter i entrenament vocal amb Semion Skigin. Va participar en la realització d'una classe magistral amb Sir Colin Davis en la Simfonia núm. 7 de Sibelius el 1991.

## Carrera
Jurowski va aparèixer per primera vegada en l'escena internacional el 1995 a l'Festival de Wexford, on va dur a terme l'òpera Maiskaia notx de Nikolai Rimski-Kórsakov, i va tornar a l'any següent per L'étoile du nord de Giacomo Meyerbeer, que va ser gravat per "Naxos Records". L'abril de 1996, va debutar al "Royal Opera House", Covent Garden, dirigint Nabucco.
La temporada 1996/1997, Jurowski es va unir al conjunt de la "Komische Oper Berlin", com a ajudant de Yakov Kreizberg i segon Kapellmeister. Va rebre el títol de primer Kapellmeister un any més tard, i va continuar treballant-hi a temps complet fins al 2001. Va ser el director convidat principal del "Teatro Comunale di Bologna" entre el 2000 i el 2003.
L'agost del 2000, Jurowski va ser nomenat director musical del "Glyndebourne Festival Opera", i va assumir el càrrec el gener del 2001. El seu debut com a director amb la London Philharmonic Orchestra (LPO) va ser el desembre del 2001. El 2003, va ser nomenat director principal convidat de l'LPO. A Jurowski se li va oferir la direcció musical de l'Òpera Nacional de Gal·les després de la sortida de Carlo Rizzi el 2004, però va rebutjar la posició. El seu mandat amb Glyndebourne va ser molt aclamat, i Jurowski ha parlat de les condicions laborals favorables a Glyndebourne. Jurowski va concloure el seu mandat a Glyndebourne després de la temporada 2013.
Al maig del 2006, Jurowski va ser anunciat com a onzè director principal de la LPO, amb efectes a la temporada 2007/2008, amb un contracte inicial de 5 anys. S'han publicat diversos enregistraments en CD de Jurowski dirigint el LPO. L'abril de 2007, Jurowski va ser un dels vuit directors d'orquestres britànics que va aprovar el manifest de divulgació de la música clàssica de deu anys, "Construint sobre l'excel·lència: orquestres per al segle XXI", per augmentar la presència de la música clàssica al Regne Unit, inclòs donar entrada gratuïta a tots els escolars britànics a un concert de música clàssica. Al maig de 2007, Jurowski va rebre el Premi de la "Royal Philharmonic Society Music Award 2007" per al director de direcció de l'any. El maig de 2010, l'LPO va anunciar l'extensió de la seva direcció principal durant la temporada 2014-15. El setembre de 2014, el LPO va anunciar la pròrroga del seu contracte com a director principal fins al 2018. Jurowski també és artista principal de lOrquestra de l'Era de la Il·lustració. Està previst que s'estigui com a director principal de la LPO al final de la temporada 2020-2021.
Fora del Regne Unit, Jurowski també és membre del Col·legi d'orquestra de direcció d'orquestra nacional russa. L'octubre de 2011, l'Orquestra Simfònica Acadèmica Estatal de la Federació Russa va anunciar el nomenament de Jurowski com a director principal, amb efectes immediats, per a un contracte inicial de 3 anys. El setembre de 2015, lOrquestra Simfònica de la Ràdio de Berlín va anunciar el nomenament de Jurowski com a pròxim director en cap, efectiu amb la temporada 2017-18. El març de 2018, l'òpera Estatal de Baviera va anunciar el nomenament de Jurowski com a pròxim Director general de la Música, efectiu amb la temporada 2021-2022. L'abril de 2019, lOrquestra Simfònica de la Ràdio de Berlín va anunciar la pròrroga del contracte de Jurowski com a director principal durant la temporada 2022-2023.
Als Estats Units, Jurowski va dirigir per primera vegada al Metropolitan Opera el desembre de 1999. Va fer un aclamat debut com a director amb l Orquestra de Filadèlfia l'octubre de 2005. Va tornar el febrer de 2007 a Filadèlfia per a un segon compromís amb la direcció de convidats que també va rebre elogis crítics. Jurowski va tornar a lOrquestra de Filadèlfia per a aparèixer a la direcció de convidat el març de 2009, octubre de 2009, març de 2010, novembre de 2011, febrer de 2014 i octubre de 2014.
Jurowski i la seva dona Patricia tenen dos fills, Martha i Yuri. La família resideix a Berlín.